# 栗田城
栗田城（くりたじょう）は、長野県長野市栗田にあった日本の城。別名堀之内城。

## 概要
村上氏の一族・栗田氏の城館であった。
- 応安2年（1369年）春山城を守る上遠野左近蔵人は守護の入国を阻もうとする村上氏らを中心とする周辺の国人衆に2ヶ月近い長期の攻撃を受けていた。このため信濃国守護でもあった関東管領上杉朝房は翌年、守護代の藤井下野入道の守備する善光寺（横山城?）に向けて出陣した。そして春山城から氷鉋（長野市川中島中氷鉋）、平柴（長野市安茂里平柴）へと陣を移して転戦した。途中の善光寺別当の栗田氏も従わないため、この城が攻められた。栗田氏はこの城で上杉軍を迎え撃って西木戸口での合戦となったが制圧された。
- この年の7月善光寺を焼失しているが、この一連の戦闘によるものと考えられている。上杉朝房はこの後関東管領を僅か2年余で辞任し京都に帰って死亡しているが、この合戦による死亡説もある。しかし栗田氏はこの後さらに勢力の拡大を見せている。
- 文明9年（1477年）8月に栗田氏はこの城から出撃し隣接する領主の漆田秀豊の館を攻めて漆田氏を打ち破る合戦を行ったとされている。
- 天文22年（1553年）、宗家の村上義清が武田信玄に敗れて越後に逃れると栗田永寿（初代）は武田方に下る。そして武田方に属して60騎の足軽大将となっている。
- 弘治元年（1555年）、第二次川中島の戦いでは、善光寺別当栗田鶴寿（栗田寛久）は武田方について旭山城にこもり、横山城の上杉謙信を牽制した。このため上杉方も葛山城を築いて対抗したとされる。今川義元の仲介で和睦した後、栗田鶴寿は善光寺本尊を持ち出し、甲斐善光寺へ移った。そのため栗田城は破却された。

この城館跡は回字形に二重の堀が巡らされた大規模な城郭になっていたと伝えられる。遺構としては一部築堤（土塁跡）が残っていて現在は水内総社日吉大神社（栗田神社）本殿が建っている。この神社は明治の頃までは長野県庁方面（旭山寄り）へ北西3キロほど離れた旧妻科村内に栗田村持分としての飛び地にあったとされる。そこには栗田氏勧請の日吉神社があったと伝えられ南石堂町に山王の森と呼ばれ、市の保存樹林指定の欅の大木や竹薮、土塁跡が見られる。栗田城の出城であったとも伝えられている。